# Конюшни Соломона
Конюшни Соломона (ивр. אורוות שלמה‎) — подземное сводчатое пространство, в настоящее время его часть используется в качестве мусульманского Молитвенного зала аль-Марвани (араб. المصلى المرواني‎) в южной части Храмовой горы в Иерусалиме.
Сводчатые комнаты длиной 83 метров, шириной 62 метра и высотой 9 метров, площадью около 3390 кв метров были построены при сооружении Храмовой платформы, чтобы уменьшить давление на грунт огромных каменных стен. Своды поддерживались 88 столбами, опирающимися на массивные блоки, и были разделены на 12 рядов галерей. Когда-то в Конюшни Соломона входили через Тройные и Одинарные ворота в южной стене Храмовой платформы, но в Средние века эти входы были блокированы. Остался и поныне действует только вход справа от мечети Эль-Акса: по лестнице спускаются в подземный проход и через 85 метров достигают заложенных Тройных ворот, у которых открывается вход в молитвенный зал. 
Это подземное сооружение было известно посетителями Иерусалима начиная с IV века н. э.: самое раннее описание встречается у Бордоского путника в 333 году. О Конюшнях Соломона писали многие христианские, мусульманские и еврейские авторы. Ранние мусульманские писатели рассматривали их как неотделимые от Колыбели Иисуса (Масджид Махд Иса), небольшой святыни, расположенной в комнате под юго-восточным углом платформы Храмовой горы.
По-видимому Конюшни Соломона служили неким хранилищем, а во времена Иерусалимского королевства использовались как конюшня для 2000 лошадей. В столбах сохранились отверстия для колец, к которым привязывали животных.

### Комментарии
1. ↑  Территория восточной части Иерусалима контролируется Израилем в результате аннексии, которая не признана большинством стран международного сообщества. Статус восточной части Иерусалима является одной из проблем израильско-палестинского конфликта. См. статьи Политический статус Иерусалима и Восточный Иерусалим.
 В перечень Объектов всемирного наследия ЮНЕСКО Старый город внесён без указания Израиля или палестинского государства, как государственного представителя, в отдельный раздел «Иерусалим», с пометкой об Иордании как стране, инициировавшей внесение объекта в перечень[1].